# 3. HVL 2014.
Treća hrvatska vaterpolska liga predstavlja četvrti rang hrvatskog vaterpolskog prvenstva u sezoni 2014. Sudjeluje je klubova podijeljenih u četiri skupine – Split, Šibenik, Rijeka i Slavonija.

## Ljestvice

### Rijeka
| mj | klub                    | ut | pob | ner | por | gol+ | gol- | bod |
| -- | ----------------------- | -- | --- | --- | --- | ---- | ---- | --- |
| 1. | Crikvenica (Crikvenica) | 8  | 5   | 1   | 2   | 77   | 70   | 16  |
| 2. | Jadran (Kostrena)       | 8  | 4   | 0   | 4   | 84   | 76   | 12  |
| 3. | Delfin (Rovinj)         | 8  | 4   | 0   | 4   | 76   | 72   | 12  |
| 4. | Pula (Pula)             | 8  | 3   | 1   | 4   | 73   | 87   | 10  |
| 5. | Opatija (Opatija)       | 8  | 2   | 2   | 4   | 62   | 67   | 8   |

### Split
| mj | klub               | ut | pob | ner | por | gol+ | gol- | bod |
| -- | ------------------ | -- | --- | --- | --- | ---- | ---- | --- |
| 1. | Podgora (Podgora)  | 8  | 8   | 0   | 0   | 97   | 79   | 24  |
| 2. | Pučišća (Pučišća)  | 8  | 5   | 1   | 2   | 103  | 86   | 16  |
| 3. | Korenat (Dugi Rat) | 8  | 4   | 1   | 3   | 96   | 90   | 13  |
| 4. | Omiš (Omiš)        | 8  | 1   | 1   | 6   | 87   | 97   | 4   |
| 5. | Zvončac (Split)    | 8  | 0   | 1   | 7   | 76   | 107  | 1   |

### Slavonija
| mj | klub                      | ut | pob | ner | por | gol+ | gol- | bod |
| -- | ------------------------- | -- | --- | --- | --- | ---- | ---- | --- |
| 1. | Mursa (Osijek)            | 6  | 5   | 0   | 1   | 106  | 33   | 15  |
| 2. | Đakovo (Đakovo)           | 6  | 4   | 0   | 2   | 53   | 51   | 12  |
| 3. | Vinkovci (Vinkovci)       | 6  | 3   | 0   | 3   | 56   | 65   | 9   |
| 4. | Marsonia (Slavonski Brod) | 6  | 0   | 0   | 6   | 32   | 101  | 0   |

### Šibenik
| mj | klub                        | ut | pob | ner | por | gol+ | gol- | bod |
| -- | --------------------------- | -- | --- | --- | --- | ---- | ---- | --- |
| 1. | Albamaris (Biograd na Moru) | 6  | 4   | 0   | 2   | 65   | 54   | 12  |
| 2. | Gusar (Sveti Filip i Jakov) | 6  | 3   | 0   | 3   | 58   | 50   | 9   |
| 3. | Croatia (Turanj)            | 6  | 3   | 0   | 3   | 56   | 60   | 9   |
| 4. | Tisno (Tisno)               | 6  | 2   | 0   | 4   | 58   | 73   | 6   |

## Poveznice
- 1. HVL 2014.
- 1. B HVL 2014.
- 2. HVL 2014.